# Hieronyma clusioides
Hieronyma clusioides är en emblikaväxtart som först beskrevs av Louis René Tulasne, och fick sitt nu gällande namn av August Heinrich Rudolf Grisebach. Hieronyma clusioides ingår i släktet Hieronyma och familjen emblikaväxter. Inga underarter finns listade i Catalogue of Life.